# Storożyniec (stacja kolejowa)
Storożyniec (ukr. Сторожинець, ros. Сторожинец) – stacja kolejowa w miejscowości Storożyniec, w rejonie czerniowieckim, w obwodzie czerniowieckim, na Ukrainie. Położona jest na linii Hliboka – Berhomet.
Stacja powstała w czasach austro-węgierskich.